# Mainvilliers (Loiret)
Mainvilliers je francouzská obec v departementu Loiret v regionu Centre-Val de Loire. V roce 2011 zde žilo 239 obyvatel.
Obec má rozlohu asi 10,3 km². Nachází se v nadmořské výšce 117 – 140 m. Leží asi 65 km jižně od Paříže a 55 km severo-východně od Orleans.

## Vývoj počtu obyvatel
Počet obyvatel